# کوآگا
کوآگا (به انگلیسی: quagga) (نام علمی: Equus quagga quagga) زیرگونه‌ای منقرض شده از گورخر دشتی است که در آفریقا زندگی می‌کرد. در گذشته گمان بر این بود که این جانور گونه‌ای مستقل باشد، ولی بررسی‌های ژنتیکی جدید نشان دادند که کوآگا زیرگونهٔ جنوبی گورخر وحشی بوده است.
کوآگا شباهت به گورخر معمولی زیادی داشت ولی راه‌های کمتری بر روی پوست خود داشت. در حدود ۱۲۰ سال پیش گله‌های عظیم از این جانور آزادانه در دشت‌های آفریقا حرکت می‌کردند. اما به خاطر بهره‌گیری از گوشت و پوستشان کشته شدند و به مرز انقراض رسیدند. در دههٔ ۱۸۳۰، کوآگاها را از آفریقا به اروپا بردند. رام کردن این جانوران آن قدر آسان بود که از آن‌ها برای کشیدن کالسکه بهره می‌گرفتند.

## برنامه‌ها برای نوپیدایی
آخرین کوآگاهای وحشی در سال ۱۸۷۸ میلادی منقرض شدند و در سال ۱۸۸۳، آخرین کوآگا در باغ وحش آمستردام هلند جان سپرد. در چند سال گذشته دانشمندان سعی دارند گورخرهایی با نقش و نگاره‌های مشابه کوآگا پرورش دهند تا شاید کوآگاها روزی به آفریقا بازگردند